# Kommunalwahl in der Türkei 2014

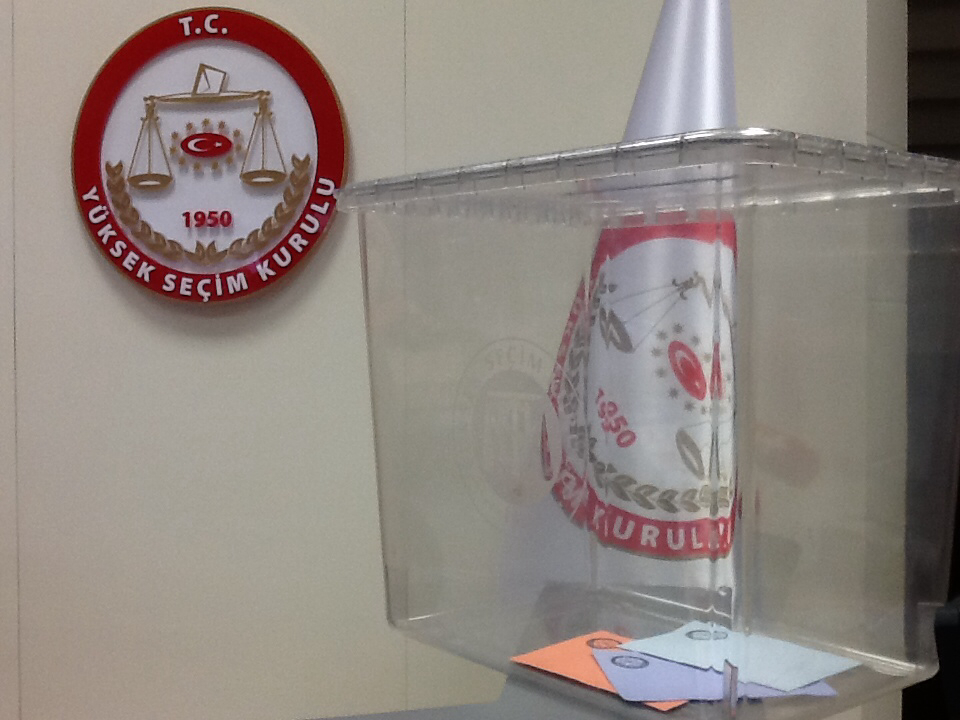
Wahlurne vor dem Logo der Wahlkommission; gewählt wurden
Bürgermeister und Stadträte
Provinzparlamente
Mahalle- und Dorfvorsteher

Bei der Kommunalwahl in der Türkei 2014 (türkisch 2014 Mahallî İdareler Genel Seçimleri) wurden am 30. März 2014 die örtlichen Regierungen, Stadträte und Bürgermeister gewählt. Die regierende AKP gewann die Wahl unter Manipulationsvorwürfen – gemäß der OSZE bestanden erhebliche Zweifel an der Einhaltung demokratischer Standards.

## Hintergrund
Es waren die 15. Kommunalwahlen in der Geschichte der Republik Türkei; die ersten demokratischen Mehrparteienwahlen fanden unter dem Staatsgründer Mustafa Kemal Pascha (Atatürk) mit den Kommunalwahlen 1930 statt. Die 14. Kommunalwahlen fanden am 29. März 2009 statt.
Die Wahlen sollten durch einen gemeinsamen Beschluss der islamisch-konservativen Partei für Gerechtigkeit und Aufschwung (AKP) und der rechtsextremen Partei der Nationalistischen Bewegung (MHP) auf den 27. Oktober 2013 vorgezogen werden, um so einen in den Wintermonaten erschwerten Wahlkampf zu vermeiden. Die kemalistisch-sozialdemokratische Republikanische Volkspartei (CHP) war mehrheitlich gegen diese Entscheidung mit der Begründung, dass der 26., der 27. und der 29. Oktober wichtige Feiertage im Zusammenhang mit der Gründung der Republik Türkei seien. Sie schlug vor, die Wahlen am 3. November 2013 abzuhalten. Mangels einer rechtzeitig vor dem Wahltermin zustande gekommenen Einigung fanden die Kommunalwahlen wie ursprünglich geplant am 30. März 2014 statt.
Der Wahlkampf war geprägt von Demonstrationen seit 2013 (ausgehend von Gezi-Park und Taksim-Platz in Istanbul), seit Dezember von einem Korruptionsskandal und dem Versuch Erdoğans, die Pressefreiheit in der Türkei weiter einzuschränken. Auf der Basis des „Gesetzes Nummer 5651“ vom 23. November 2007 wurden mehrere tausend Internetseiten blockiert (jeweils mit gerichtlicher Zustimmung). Erdoğan hat in der Türkei die Privatschulen von Fethullah Gülen schließen lassen, was zudem auf sehr starke Gegenwehr der Gülen-Bewegung stieß. Auch nachlassende Konjunktur, der gefallene Kurs der Türkischen Lira und eine Kapitalflucht prägten die politische Situation.

## Stimmabgabe
Insgesamt waren 52.695.832 Bürger aufgefordert, wählen zu gehen. Davon machten die Frauen 26.704.757 Stimmen aus, während die Männer 25.991.075 Wähler stellten.

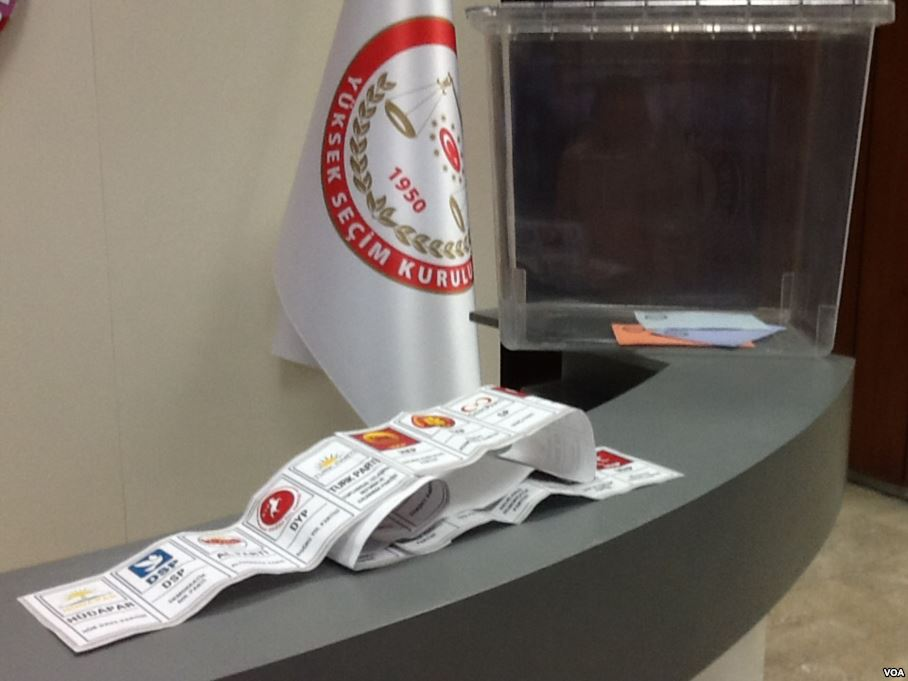
Wahlzettel unter anderem mit den Parteien Hüda Par, DSP, DYP, TKP und GP

Wahlberechtigte, die in einer Großstadt wohnen, hatten vier Stimmen:
- Oberbürgermeister
- Stadtteilbürgermeister
- Stadtrat
- Muhtar

Wahlberechtigte, die in einer Stadt wohnen, hatten vier Stimmen:
- Bürgermeister
- Stadtrat
- Provinzparlament
- Muhtar

Wahlberechtigte, die in einem Dorf wohnen, hatten zwei Stimmen:
- Provinzparlament
- Muhtar

## Ergebnis

### Gesamtergebnis
An der Wahl nahmen 26 Parteien nebst unabhängiger Kandidaten teil:
| Partei                                        | Parteivorsitzender                | Stimmen    | Anteil  | ±     |
| --------------------------------------------- | --------------------------------- | ---------- | ------- | ----- |
| Partei für Gerechtigkeit und Aufschwung (AKP) | Recep Tayyip Erdoğan              | 19.469.840 | 43,39 % | ▲5    |
| Republikanische Volkspartei (CHP)             | Kemal Kılıçdaroğlu                | 11.493.758 | 25,61 % | ▲2,53 |
| Partei der Nationalistischen Bewegung (MHP)   | Devlet Bahçeli                    | 7.907.067  | 17,62 % | ▲1,65 |
| Partei des Friedens und der Demokratie (BDP)  | Selahattin Demirtaş               | 2.027.782  | 4,51 %  | -     |
| Glückseligkeitspartei (SP)                    | Mustafa Kamalak                   | 1.249.354  | 2,78 %  | ▼2,42 |
| Demokratische Partei der Völker (HDP)         | Sebahat Tuncel, Ertuğrul Kürkçü   | 901.945    | 2,01 %  | -     |
| Große Einheitspartei (BBP)                    | Mustafa Destici                   | 702.335    | 1,56 %  | ▼0,80 |
| Demokratenpartei (DP)                         | Gültekin Uysal                    | 325.389    | 0,72 %  | ▼3,12 |
| Demokratische Linkspartei (DSP)               | Masum Türker                      | 149.650    | 0,33 %  | ▼2,52 |
| Arbeiterpartei (İP)                           | Doğu Perinçek                     | 115.977    | 0,25 %  | ▼0,04 |
| Partei der Unabhängigen Türkei (BTP)          | Haydar Baş                        | 107.667    | 0,23 %  | ▼0,19 |
| Partei der freien Sache (HÜDA-PAR)            | Zekeriya Yapıcıoğlu               | 97.216     | 0,21 %  | -     |
| unabhängig                                    | -                                 | 81.221     | 0,18 %  | ▼0,25 |
| Partei der Freiheit und Solidarität (ÖDP)     | Alper Taş, Bilge Seçkin Çetinkaya | 59.842     | 0,13 %  | ▼0,04 |
| Kommunistische Partei der Türkei (TKP)        | Erkan Baş                         | 51.155     | 0,11 %  | ▼0,10 |
| Partei für Recht und Freiheit (HAK-PAR)       | Kemal Burkay                      | 43.846     | 0,09 %  | ▲0,02 |
| Partei für Recht und Gleichheit (HEPAR)       | Osman Pamukoğlu                   | 35.551     | 0,07 %  | -     |
| Partei der Nation (MP)                        | Aykut Edibali                     | 17.692     | 0,03 %  | ▼0,07 |
| Partei des Rechten Weges (DYP)                | Çetin Özaçıkgöz                   | 12.344     | 0,02 %  | -     |
| Liberaldemokratische Partei (LDP)             | Cem Toker                         | 11.997     | 0,02 %  | ▲0,01 |
| Partei der Heimat                             | Hakan Önder                       | 3.568      | 0,00 %  | -     |
| TURK PARTİ                                    | Ahmet Eyüp Özgüç                  | 1.250      | 0,00 %  | -     |
| Junge Partei (GP)                             | Cem Uzan                          | 0          | 0,00 %  | -     |
| Arbeitspartei (EMEP)                          | Selma Gürkan                      | 0          | 0,00 %  | ▼0,12 |
| Alternative Partei                            | Süleyman Yağcıoğlu                | 0          | 0,00 %  | -     |
| Volksbefreiungspartei                         | Nurullah Ankut                    | 0          | 0,00 %  | -     |
| Konservative Aufstiegspartei                  | Engin Yılmaz                      | 0          | 0,00 %  | -     |
| Gesamt                                        | Gesamt                            | 44.866.446 | 100 %   |       |

| Urnen   | Stimmabgabe | gültige Stimmen | Prozent Wahlbeteiligung | Wahlberechtigte |
| ------- | ----------- | --------------- | ----------------------- | --------------- |
| 194.310 | 46.924.877  | 44.866.446      | 89,19                   | 52.695.832      |

### Provinzparlamente
Es wurden die 1251 Mitglieder der 81 Provinzparlamente gewählt. Neben den 26 Parteien traten noch 74 unabhängige Kandidaten an.
| Art                | Zahl       |
| ------------------ | ---------- |
| Wahlurnen          | 50.601     |
| Wahlberechtigte    | 11.904.853 |
| Abgegebene Stimmen | 10.552.213 |
| Davon gültig       | 10.175.026 |
| Wahlbeteiligung    | 88,64 %    |

Die gewonnenen Sitze pro Partei waren im Einzelnen:
| Partei | Sitze |
| ------ | ----- |
| AKP    | 779   |
| MHP    | 174   |
| CHP    | 159   |
| BDP    | 128   |
| SP     | 5     |
| BBP    | 4     |
| HDP    | 1     |
| TKP    | 1     |

### Bürgermeister der Provinzhauptstädte und Landkreisbürgermeister
Insgesamt standen 1351 Bürgermeisterämter zu Wahl. Dazu zählen die Bürgermeister der Provinzhauptstädte, die Landkreisbürgermeister, die Stadtteilbürgermeister in den Großstadtkommunen und allen anderen Orten mit mehr als 5000 Einwohnern.
| Art                | Zahl       |
| ------------------ | ---------- |
| Wahlurnen          | 172.328    |
| Wahlberechtigte    | 48.724.241 |
| Abgegebene Stimmen | 43.459.938 |
| Davon gültig       | 41.619.798 |
| Wahlbeteiligung    | 89,20 %    |

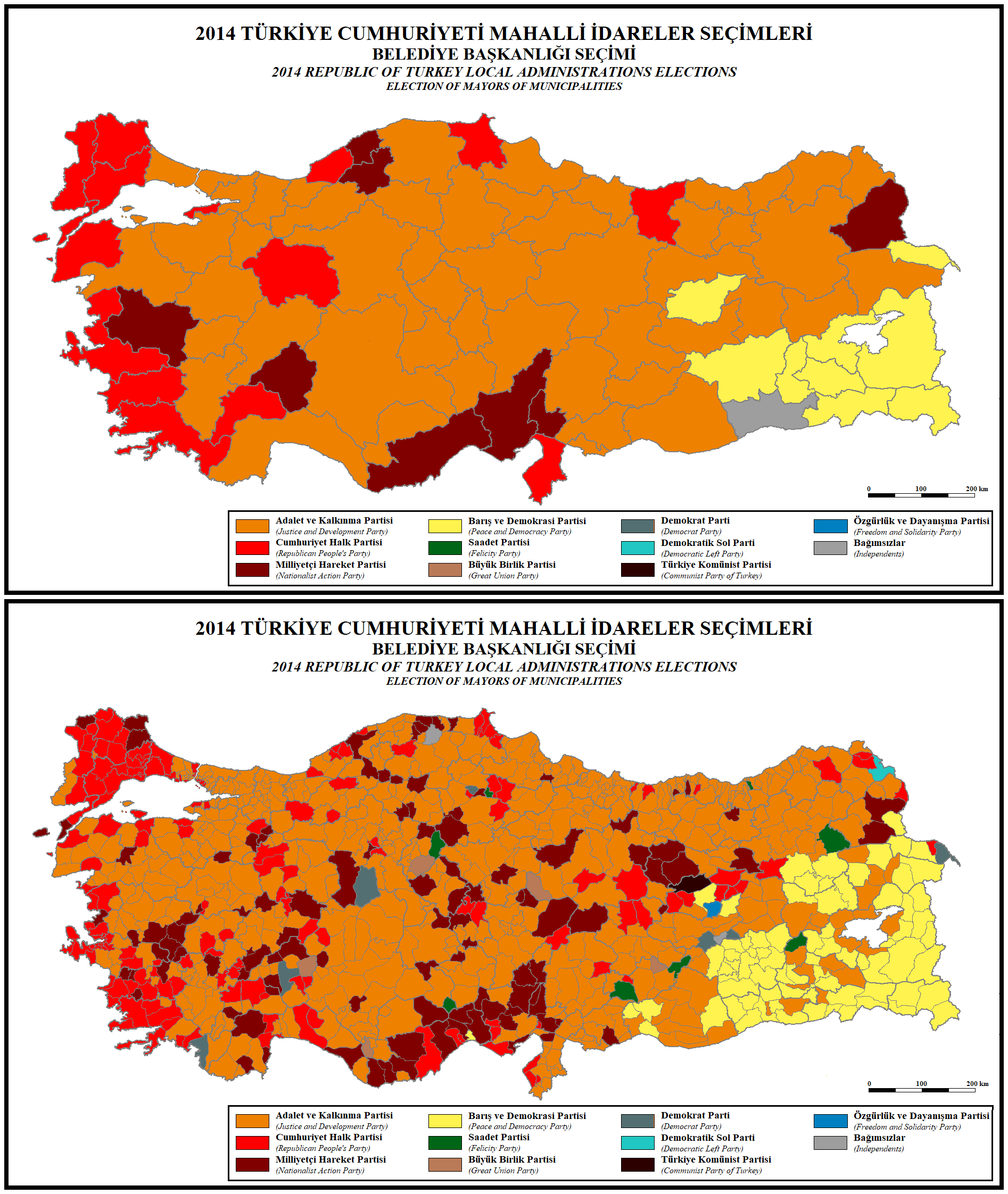
Karte der von Parteien gewonnenen Provinzen (oben) und Bezirke (unten):
Partei für Gerechtigkeit und Aufschwung (AKP)
Republikanische Volkspartei (CHP)
Partei der Nationalistischen Bewegung (MHP)
Große Einheitspartei (BBP)
Glückseligkeitspartei (SP)
Demokratenpartei (DP)
Partei des Friedens und der Demokratie (BDP)
Demokratische Linkspartei (DSP)
Kommunistische Partei der Türkei (TKP)
Partei der Freiheit und Solidarität (ÖDP)
unabhängig

Die gewonnenen Ämter pro Partei waren im Einzelnen:
| Partei  | Bürgermeister |
| ------- | ------------- |
| AKP     | 800           |
| CHP     | 226           |
| MHP     | 166           |
| BDP     | 97            |
| SP      | 27            |
| DP      | 14            |
| BBP     | 6             |
| DSP     | 5             |
| HAK-PAR | 1             |
| LDP     | 1             |
| MP      | 1             |
| ÖDP     | 1             |
| TKP     | 1             |
| Unabh.  | 5             |

### Mitglieder der Stadträte
20.498 Posten in den Stadträten waren zu vergeben. Neben den Parteien traten auch 180 parteilose Kandidaten an.
| Art                | Zahl       |
| ------------------ | ---------- |
| Wahlurnen          | 172.749    |
| Wahlberechtigte    | 48.843.157 |
| Abgegebene Stimmen | 43.543.717 |
| Davon gültig       | 41.527.387 |
| Wahlbeteiligung    | 89,15 %    |

Die gewonnenen Sitze pro Partei waren im Einzelnen:
| Partei   | Bürgermeister |
| -------- | ------------- |
| AKP      | 10.530        |
| CHP      | 4.161         |
| MHP      | 3.501         |
| BDP      | 1.432         |
| SP       | 411           |
| BBP      | 165           |
| DP       | 164           |
| DSP      | 66            |
| LDP      | 12            |
| HDP      | 9             |
| BTP      | 8             |
| HAK-PAR  | 6             |
| HÜDA-PAR | 6             |
| MP       | 6             |
| TKP      | 6             |
| İP       | 4             |
| ÖDP      | 4             |
| EMEP     | 2             |
| Unabh.   | 5             |

### Oberbürgermeister der Großstädte
In der Türkei gibt es 30 Großstädte. Neben der Wahl eines Bürgermeisters für die einzelnen Stadtteile wurde ein Oberbürgermeister gewählt. Neben den Parteien stellten sich insgesamt auch 55 unabhängige Kandidaten zur Wahl. Insgesamt waren 40.727.194 Menschen zur Wahl eines Oberbürgermeisters aufgerufen. An den 143.076 Wahlurnen wurden bei einer Wahlbeteiligung von 89,48 % 34.913.716 gültige Stimmen abgegeben. Die AKP gewann 18 Großstädte, gefolgt von der CHP mit 6, der MHP mit 3, der BDP mit 2 und einem unabhängigen Sieger.

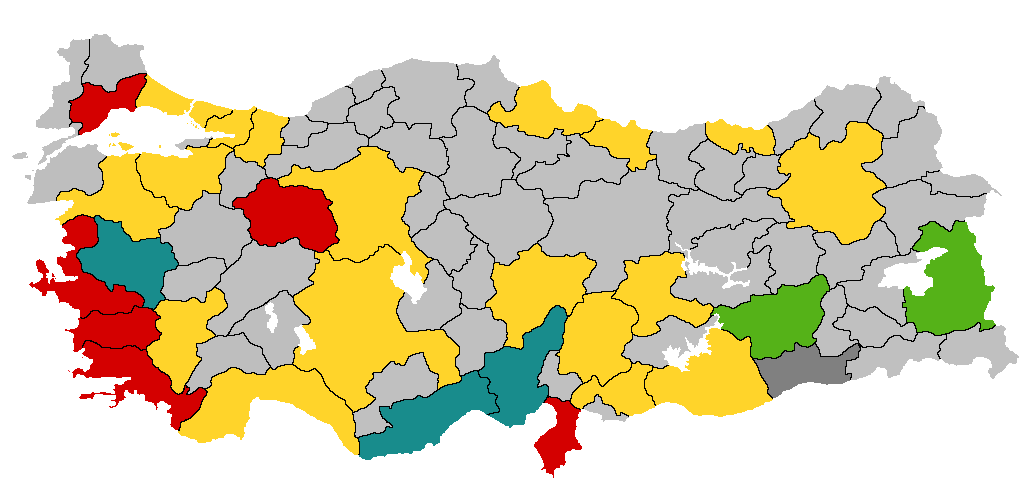
Wahlergebnisse der Großstädte:
Partei für Gerechtigkeit und Aufschwung (AKP)
Republikanische Volkspartei (CHP)
Partei der Nationalistischen Bewegung (MHP)
Partei des Friedens und der Demokratie (BDP)
Unabhängige

| Stadt         | Oberbürgermeister        | Partei |
| ------------- | ------------------------ | ------ |
| Adana         | Hüseyin Sözlü            | MHP    |
| Ankara        | Melih Gökçek             | AKP    |
| Antalya       | Menderes Türel           | AKP    |
| Aydın         | Özlem Çerçioğlu          | CHP    |
| Balıkesir     | Ahmet Edip Uğur          | AKP    |
| Bursa         | Recep Altepe             | AKP    |
| Denizli       | Osman Zolan              | AKP    |
| Diyarbakır    | Gültan Kışanak           | BDP    |
| Erzurum       | Mehmet Sekmen            | AKP    |
| Eskişehir     | Yılmaz Büyükerşen        | CHP    |
| Gaziantep     | Fatma Şahin              | AKP    |
| Istanbul      | Kadir Topbaş             | AKP    |
| Izmir         | Aziz Kocaoğlu            | CHP    |
| Hatay         | Lütfü Savaş              | CHP    |
| Kahramanmaraş | Fatih Mehmet Erkoç       | AKP    |
| Kayseri       | Mehmet Özhaseki          | AKP    |
| Kocaeli       | İbrahim Karaosmanoğlu    | AKP    |
| Konya         | Tahir Akyürek            | AKP    |
| Malatya       | Ahmet Çakır              | AKP    |
| Manisa        | Cengiz Ergün             | MHP    |
| Mardin        | Ahmet Türk               |        |
| Mersin        | Burhanettin Kocamaz      | MHP    |
| Muğla         | Osman Gürün              | CHP    |
| Ordu          | Enver Yılmaz             | AKP    |
| Sakarya       | Zeki Tocoğlu             | AKP    |
| Samsun        | Yusuf Ziya Yılmaz        | AKP    |
| Şanlıurfa     | Celalettin Güvenc        | AKP    |
| Tekirdağ      | Kadir Albayrak           | CHP    |
| Trabzon       | Orhan Fevzi Gümrükçüoğlu | AKP    |
| Van           | Bekir Kaya               | BDP    |

## Kontroversen und Einsprüche gegen die Wahlergebnisse
Bei der Auszählung der Stimmen kam es zu mehreren Unregelmäßigkeiten. So wurden in der Provinz Osmaniye Stimmzettel für CHP und MHP im Müll entdeckt. Deren Kandidaten beschwerten sich bei der obersten Wahlkommission und reichten Anzeige bei der Staatsanwaltschaft ein. Die Herausforderer in Istanbul und Ankara verlangten eine Neuauszählung der Stimmen.
Der Hohe Wahlausschuss annullierte die Wahlen in Güroymak (Provinz Bitlis) und Serinova (Provinz Muş). Ebenfalls annulliert wurde die Wahl in der Provinzhauptstadt Ağrı, wo der Kandidat der BDP Sırrı Sakık nur 10 Stimmen Vorsprung hatte. Mitte April entschied der Wahlausschuss auch in Mahmudiye in der Provinz Eskişehir die Wahlen zu wiederholen. Hier hatte der Kandidat der CHP knapp mit elf Stimmen Vorsprung gewonnen. Insgesamt wurden die Wahlen in zwei Provinzhauptstädten (Ağrı, Yalova), sieben Kreisstädten (İlçe merkezi) und fünf Gemeinden (Belde) am 1. Juni 2014 wiederholt.
Eine Needs Assessment Mission (NAM) der Organisation für Sicherheit und Zusammenarbeit in Europa (OSZE) ist zur Feststellung gekommen, dass „erhebliche Zweifel an der Einhaltung demokratischer Standards bestehen“. Aufgrund der Erfahrungen bei diesen Kommunalwahlen will die OSZE künftig Wahlbeobachter in die Türkei entsenden, erstmals bei der Präsidentschaftswahl 2014.

## Trivia
- Für die Stadt Bulancak bei Giresun hat sich mit Can Çavuşoğlu erstmals ein offen schwul Lebender als Bürgermeisterkandidat aufgestellt.[13]
- Die rechtsextreme Partei der Nationalistischen Bewegung (MHP) stellte im Istanbuler Stadtteil Bakırköy mit Nerses Yeramyan und Elmas Giragos zwei christliche Armenier auf.[14]
- Der jüdischstämmige Aydın Rozental wurde von der Liberaldemokratischen Partei als Kandidat für den Oberbürgermeister von Istanbul aufgestellt.
- Der Neffe des islamistischen Politikers Necmettin Erbakan, Sabri Erbakan, stellte sich in Fatih für die kemalistische Republikanische Volkspartei (CHP) zur Wahl.
- Die Sommerzeituhrenumstellung wurde extra für die Kommunalwahl auf einen Tag später verlegt, d. h. die Uhren wurden in der Nacht vom Sonntag, dem 30. März auf Montag, den 31. März umgestellt, um Verwirrungen zu vermeiden, falls man die Umstellung verpassen würde.[15]
- Die Kommunistische Partei der Türkei (TKP) stellt in Ovacık in der alevitisch geprägten Provinz Tunceli zukünftig den ersten offen als Kommunisten auftretenden Bürgermeister in der Geschichte des Landes.[16]
- Der einzige (aufgrund eines „politischen Betätigungsverbotes“) unabhängige Kandidat und Sieger einer Provinzhauptstadt ist Ahmet Türk in Mardin.[17]
- In der Stadt Cizre gewann mit Leyla Îmret (BDP) eine 26-jährige Friseurin aus Bremen, die in Cizre geboren wurde und seit ihrem siebten Lebensjahr in Deutschland aufwuchs.
- Der dem AKP-Kandidaten knapp unterlegene Kandidat der Saadet Partisi für die Stadt Tillo Behmen Aydın wurde am Tag nach der Wahl vor seinem Haus erschossen.[18]
- Bei dieser Wahl traten insgesamt 26 Abgeordnete des Parlaments zur Wahl eines Bürgermeisteramtes auf. Die erfolgreichen Kandidaten mussten sich 15 Tage nach Veröffentlichung des amtlichen Wahlergebnisses zwischen den Ämtern als Abgeordneter oder Bürgermeister entscheiden.[19]
- Die BDP übertrug das System der Parteidoppelspitze auch auf ihre Bürgermeister (Başkan) und stellte jedem einen gleichrangigen Assistenten (tr: Eşbaşkan) zur Seite. So steht der Oberbürgermeisterin von Diyarbakır Gültan Kışanak als Eşbaşkan Fırat Anlı zur Seite. Die Praxis wurde aber von einem Gericht für ungesetzlich erklärt.